# بایرن-لنتس‌هوت
بایرن-لاندسهوت (آلمانی: Bayern-Landshut) یک دوک‌نشینی در امپراتوری مقدس روم به شمار می‌آمد.

## تاریخچه

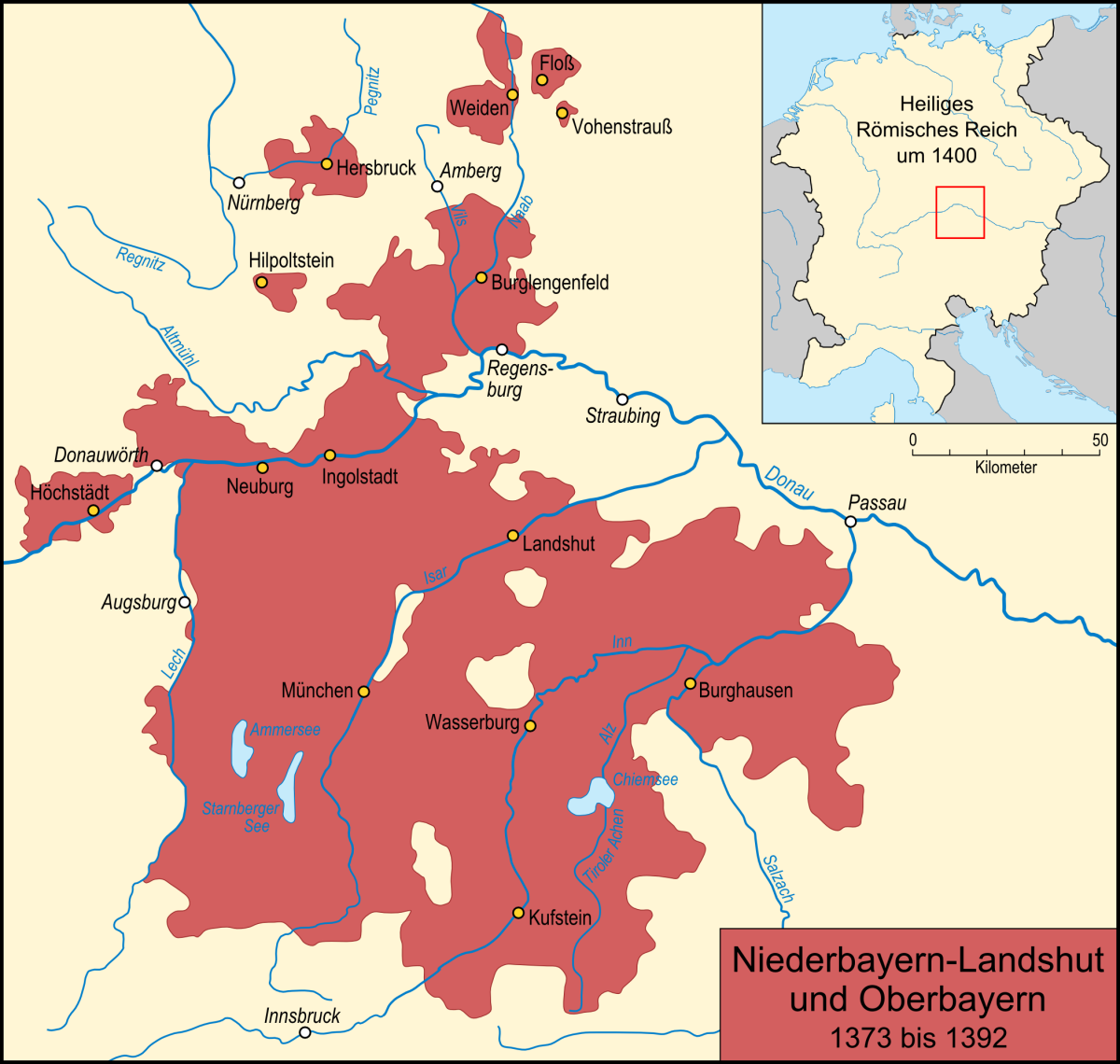
دوک‌نشینی اعظم بایرن-لاندسهوت میانۀ سالهای ۱۳۶۳ و ۱۳۹۲ (مونیخ و اینگولشتات هستند اما اشتراوبینگ نیست)

اقامهستی یافتن این دوک‌نشینی نتیجۀ مرگ امپراتور لودویگ چهارم بود. در پیمان لندزبرگ ۱۳۴۹ که امپراتوری لودویگ را بخش‌بندی می‌کرد، پسران او استفان دوم ، ویلیام یکم، و آلبرت یکم مشترکا فرمانروایی بایرن سفلی و هلند را دریافت کردند. چهار سال بعد و در سال ۱۳۵۳، این میراث در پی پیمانی موسوم به رگنسبورگ دوباره بخش‌بندی شده و استفان دوک‌نشینی تازه‌ای به نام بایرن-لاندسهوت دریافت کرد. در سال ۱۳۶۳ استفان دوک بایرن علیا نیز می‌شود که بعدها دوباره با بایرن-لاندسهوت یکپارچه می‌شود. پس از مرگ استفان، سه پسر او مشترکا به این دوک‌نشینی فرمانروایی کردند، اما در سال ۱۳۹۲، بایرن-لاندسهوت میان سه دوک (سه پسر استفان) بخش‌بندی شده و بدین ترتیب بایرن-مونیخ و بایرن-اینگولشتات از هم جدا شدند. 
در سال ۱۴۲۹ بخشی‌هایی از بایرن-اشتراوبینگ با بایرن-لاندسهوت یکپارچه شد، همانطور که در سال ۱۴۴۷ کل دوک‌نشینی بایرن-اینگولشتات یکپارچه شد. بایرن-لاندسهوت در آن زمان ثروت‌مند‌ترین بخش بایرن به شمار می‌آمد، البته نقش عواملی چون استخراج معادن در راتنبرگ (شهر اتریش) و کیتزبوهل و همچنین مدیریتی نوین را نمی‌توان در ثروت‌مند شدن این خطه نادیده گرفت. تاج و تخت دوک تا سال ۱۴۷۵ در دژ تراوسنیتس و در شهر لاندسهوت قرار داشت، تا اینکه به اقامتگاه دوم یعنی سرای بورگ‌هاوزن منتقل شد.
روی هم رفته این دوک‌نشینی به مدت ۱۵۰ سال دوام آورد، تا اینکه مرگ جرج ثروت‌مند باعث شد تا جنگ جانشینی لاندسهوت آغاز شود. با پایان جنگ در سال ۱۵۰۵، این سرزمین میان کنت‌نشینی نوپای نئوبورگ و بایرن-منویخ بخش‌بندی شد. کوف‌اشتاین و کیتسبول به عنوان غرامت برای پشتیبانی او از بایرن-مونیخ به ماکسیمیلیان یکم واگذار شد و سپس با تیرول یکپارچه شد. 

## ارجاع
1. ↑  Duchy of Bavaria pre-1507 accessed on December 29, 2013. http://www.crwflags.com/fotw/flags/de-by_el.html#blh
2. ↑  Bavarian Palace Department. "Burghausen" accessed 29 December 2013. http://www.burg-burghausen.de/englisch/castle/entsteh.htm

## لینک های خارجی
نقشه بایرن-لاندسهوت در سال ۱۵۰۰ پس از میلاد در http://www.euratlas.net/history/europe/1500/entity_5685.html
Coordinates